# تسریه (نیش)
تسریه (به صربی: Cerje) یک روستا در صربستان است که در Pantelej واقع شده‌است.